# Biehlite
La biehlite è un minerale.

## Etimologia
Il nome è in onore del mineralogista tedesco Friedrich Karl Biehl (1887- ), che per primo pubblicò un lavoro scientifico sui giacimenti namibiani di Tsumeb.